# Lisimàquia (planta)
El lisimàquia (Lysimachia vulgaris) és una espècie de plantes de flors pertanyent a la família Myrsinaceae. És un hemicriptòfit natiu d'Europa meridional on creix en les vores dels rius i llocs ombrívols encarcats.

## Característiques
És una planta herbàcia amb arrel perenne. Té els tiges raïmificat, tomentós i quadrangulars. Les fulles són sèsils, grans, senceres i amples de 10 cm de longitud i 3 cm d'ample amb la part inferior coberta de pèl i la superior de punts negres. Les inflorensències es produeixen al final del tija amb flors grogues d'1 cm de diàmetre, la corola té cinc pètals i el seu fruit és una càpsula globosa.